# 日本の原子力政策
日本の原子力政策（にほんのげんしりょくせいさく）では、第二次世界大戦以降、日本において主に原子力発電・原子力についての政策、またはエネルギー政策などについて詳述する。

## 日本の原子力政策の流れ

### 概要
戦時中から、サイクロトロンにより世界最先端の原子力研究を行っていたが、1945年（昭和20年）9月2日の第二次世界大戦敗戦後、日本では連合国から原子力に関する研究が、以後7年にわたり全面的に禁止された。しかし1952年（昭和27年）4月28日に日本国との平和条約（サンフランシスコ講和条約）が発効し、1953年にドワイト・D・アイゼンハワー大統領が国際連合総会で「平和のための原子力」演説を行ったことも契機となって再開されることとなった。
日本の原子力発電は、1954年（昭和29年）3月に、当時改進党に所属していた中曽根康弘・稲葉修・齋藤憲三・川崎秀二・前田正男らにより、原子力研究開発予算が国会に提出されたことが起点である。この時の予算2億3500万円は、ウラン235にちなんだものであった。
1955年（昭和30年）12月19日に原子力基本法が成立し、原子力利用の大綱が定められた。この時に定められた方針が「民主・自主・公開」の「原子力三原則」であった。そして基本法成立を受けて1956年（昭和31年）1月1日に原子力委員会が設置された。初代の委員長は読売新聞社社主でもあった正力松太郎である。
正力は翌1957年（昭和32年）4月29日に原子力平和利用懇談会を立ち上げ、さらに同年5月19日に発足した科学技術庁の初代長官となり、原子力平和利用博覧会の開催や、読売新聞や系列のメディアを駆使し、原子力の日本への導入に大きな影響力を発揮した。このことから、正力は日本の「原子力の父」とも呼ばれている。また朝日新聞社の田中慎次郎も設立時から原子力委員会参与に就いたほか、当委員会には湯川秀樹も参加したが、湯川は、急進的な正力と相容れず辞任している。
1956年（昭和31年）6月に日本原子力研究所、現・独立行政法人日本原子力研究開発機構が特殊法人として設立され、研究所が茨城県那珂郡東海村に設置された。これ以降、東海村は日本の原子力研究の中心地となっていく。
1957年（昭和32年）11月1日には、電気事業連合会加盟の9電力会社および電源開発の出資により日本原子力発電株式会社が設立された。
日本で最初の原子力発電が行われたのは、1963年（昭和38年）10月26日で、東海村に建設された実験炉であるJPDRが初発電を行った。これを記念して毎年10月26日は原子力の日となっている。
尚、日本に初めて設立された商用原子力発電所は、同じく東海村に建設された東海発電所であり、運営主体は日本原子力発電である。原子炉の種類は世界最初に実用化されたイギリス製の黒鉛減速炭酸ガス冷却型原子炉であった。しかし経済性等の問題により、ガス冷却炉はこれ1基にとどまり、後に導入される商用発電炉はすべて軽水炉であった。
2011年（平成23年）には、3月11日に発生した東北地方太平洋沖地震に起因する東京電力福島第一原子力発電所事故が発生した。国際原子力事象評価尺度に基づく評価は確定していないが、原子力安全・保安院による暫定評価は最悪のレベル7となっており、日本における最大規模の原子力事故である。
2020年、全国の原子力発電PR施設には、とまりん館（北海道電力）、むつ科学技術館（日本原子力研究開発機構）、トントゥビレッジ（東北電力・東京電力）、女川原子力PRセンター（東北電力）、柏崎刈羽原子力発電所サービスホール（東京電力）、大洗わくわく科学館（日本原子力研究開発機構）、廃炉資料館（東京電力）、アリス館志賀（北陸電力）、浜岡原子力館（中部電力）、美浜原子力PRセンター（関西電力）、エルガイアおおい（関西電力）、若狭たかはまエルどらんど（関西電力）、島根原子力館（中国電力）、海来館（中国電力）、伊方ビジターズハウス（四国電力）、玄海エネルギーパーク（九州電力）、川内原子力発電所展示館（九州電力）がある。

### 1950年代
日本が原子力発電の開発に着手したのは、1952年4月の日本国との平和条約（サンフランシスコ講和条約）の締結によって、終戦後、実質的な日本の自治が回復したときからと言われ、同年の7月には日本学術会議において、茅誠司、伏見康治の両教授を中心とするメンバーによって「国際的に遅れを取った日本の原子力研究のまきかえし」をどうするかという議題が提案されている。
この提案は、広島で被爆した三村剛昂広島大学教授ら会員による、核兵器に転用される懸念の表明によって、全国の研究者に議論を巻き起こし、日本学術会議内に、理系、文系、法学などの各部門が参加して、原子力研究問題を専門に議論する、「第39委員会」が設置される契機となった。このような経緯で原子力研究にかかわる体制が整うまでは、日本学術会議が議論を担っていた。
学者らの方針とは別に、第二次世界大戦の極東国際軍事裁判でA級戦犯であった後藤文夫元国務大臣ら、政官界有志による原子力政策推進の動きがあり、1952年財団法人電力経済研究所が設立された。
1953年12月、国際連合総会の席で、原子力発電で先んじており、軍事同盟国に原発プラント輸出を進めていたソビエト連邦を牽制するために、ドワイト・D・アイゼンハワー大統領によって行われた「平和のための原子力」の演説が行われる。演説の骨子は、国際的な枠組みで核の燃料を保管・監視し、必要に応じて各国に分け与えようという内容であった。この構想は若干の修正を受けて、国際原子力機関 (IAEA) として実現された。
この演説によって、政界だけでなく、産業界に「新しい時代に乗り遅れてはいけない」という気運が広がり、演説から3ヶ月後自由党・改進党・日本自由党の共同提案によって、原子力予算が衆議院を通過した（当時、与党は衆議院で過半数の議席を持たず、予算案を通過させたい自由党が、改進党からの原子力予算案を飲む形で成立した）。この突然の予算計上について、政治主導による原子力開発に日本学術会議は危機感を示し、今の日本には原子炉の建設は早すぎると批判している。第39委員会は慎重意見が相次いだ公聴会の意見を集約し、原子力の利用は日本国民による自主的で民主的、かつ研究成果を公開するという運営3方針を決定した。
1954年5月に、内閣の諮問機関として「原子力平和利用準備委員会」が設置され、先に通過した原子力予算の使い道を検討し、小型原子炉の建設と放射能障害の研究の二項目を原子力の平和利用への目標として設定した。そのころ国際的な関心事は、ソビエト連邦、イギリスの実用的な動力炉の成果に注目が集まっていた。アメリカ合衆国は、日本にも期待を示し、燃料供給から炉の設計まで、一貫したコストパフォーマンスの良い経営戦略に注目していた。
1954年3月、アメリカ軍がビキニ環礁での水素爆弾実験「キャッスル作戦」で、第五福竜丸が被爆した。世論は一気に反原子力ムードとなったが、そのような雰囲気の中、当時読売新聞社社主であった正力松太郎が、原子力推進の一大キャンペーンを行い、アメリカ合衆国の原子力平和利用使節団（団長：ジョン・ホプキンスジェネラル・ダイナミクス社社長）を日本に招いた。
この経緯については、アメリカ国立公文書記録管理局で中央情報局関連の機密文書公開が進んだ結果、正力が自己の政治力拡大と原子力利権の確立のためCIAに接触し、コードネームを付与されるまでになっていたものの、結局CIA側の要求と折り合わず、読売新聞主体のキャンペーン協力に終わったことが、有馬哲夫『原発・正力・CIA―機密文書で読む昭和裏面史』により明らかにされている。
1955年12月、自由民主党・日本社会党の両党は協力して、「原子力基本法」、「原子力委員会設置法」、「原子力局設置法」といわれる、原子力三法案をスピード可決させ、政府は「原子力平和利用準備委員会」を解消し、後に発足する「原子力委員会」に役目を預けた。
1956年1月、正力松太郎国務大臣を長とする原子力委員会は、「原子力の平和利用」および「原子力の国際協力」を確認し、日本の従来の研究テーマであった「アイソトープ利用の実用化」に加えて「5年以内に原子力発電を実現させる」という目標を発表した。さらに正力委員長は、目標達成には産業界の協力が不可欠として、「原子力産業会議」を開催し、2月に首相官邸に71名の財界の代表を招いた。3月1日には、日本工業倶楽部に「日本原子力産業会」が発足。初代会長は、電気事業連合会の菅禮之助（東京電力会長）が就任した。湯川秀樹も委員会委員に招かれたが、基礎研究を主張する湯川は、早期実用化を目指す正力と相容れず、1年で委員を辞任した。これ以降、学会は原子力開発の第一線から身を引き始めた。
一方、動力として濃縮ウラン燃料がアメリカ合衆国から貸与されることとなり、保管場所および研究所の設置場所が必要となった。受け入れ機関として、1954年7月に財団法人日本原子力研究所が急遽発足され、候補地が選定された。当時の国内世論は原子力を歓迎するムードであったため、誘致合戦の末、東海村が選ばれたと言われている。
1956年8月、ウラン燃料を調達する機関である、原子燃料公社も発足し、1956年10月、日本は国際原子力機関(IAEA)の憲章に調印して、国際的な枠組みへの参加を果たした。また被爆を研究するための放射線医学総合研究所もスタートした。
当時の原子力委員会の中では、学界の主張する、まずは基礎研究を優先すべきという意見と、財界の主張する、まずは電力需要を鑑みて動力炉建設をという意見が対立したものの、最終的には二つのプロジェクトを独立として同時進行することとなった。1957年12月に、原子力委員会は1975年までに、700万キロワットの原子炉を稼働する目標を発表した。
導入は、アメリカ製とイギリス製のふたつの選択があったが、1kW4円で発電可能なイギリス製を発注することが決定した。日本で最初の動力炉について、河野一郎経済企画庁長官は、リスクが大きいとして、国が管理すべきと考えていたが、委員長であった正力は、電力会社9社と電源開発を中心に運用すべきと、対立したが、1957年8月27日、東海村で日本初の実験炉JRR-1（日本原子力研究所）が臨界に達したことで、イギリスからの動力炉は三菱商事の納入により財界が運用することにまとまった。11月には日本原子力発電株式会社（民間出資8割）が誕生した。このような経緯で、日本原子力発電株式会社の日本原電東海原子力発電所（日本初商用原子炉）には、イギリス製コールダーホール改良型炉の建設が決まった。
しかし、実際に導入してみるとコールダーホール改良型炉は耐震面から商用には問題点が多く、コストパフォーマンスも悪く、日本のウラン鉱脈開発も容易ではないことが明らかになってきた。日本学術会議は1960年1月と3月の会議で、原子力開発は、もっと基礎研究に力を入れて段階的に応用研究へ進んだ方が良いという意見が相次いでいた。
日本で初めて原子力による発電に成功した東海村の実験炉JPDRは、鹿島建設が手掛けた。鹿島建設を「原子力の鹿島」と言わしめるほどに成長させた「鹿島中興の祖」鹿島守之助（自由党のち自民党参議院議員）は原発への参入に熱心であり、鹿島建設役員たちの反対を押し切り社長として参入を決定した。鹿島守之助の思想的・行動的原理は、鹿島本人によると「EUの父」クーデンホーフ＝カレルギー伯爵に影響を受けていたわけであり、鹿島が最も影響を受けたクーデンホーフ＝カレルギー伯爵の思想は1920年代に発表された「貴族」「技術」「平和」に関する論である。「新しいエネルギー源」の予見などをする一連の論は鹿島守之助が翻訳した『実践的理想主義: 貴族 - 技術 - 平和主義』（1963年）にまとめられた。

### 1960 - 1970年代

#### エネルギー革命と原子力技術の商業化
1960年代はエネルギー革命によって固体の石炭から液体の石油へ比重がシフトが起こり、火力発電のコストパフォーマンスが向上したことで、原発の採算性が課題とされていた。
中曽根康弘が科学技術庁長官に就任して、早々に計画の見直しが検討され、1961年2月に「新・長期計画」が発表された。「新・長期計画」は前期10年、後期10年の20年計画であり、最初の10年は、商用原発の発電規模を3基100万kW、後の10年で、火力の30%程度（650 - 850万kW）を目標と設定し、当時造船大国であった日本の状況を考慮して、新たに巨大原子力船の開発建造が盛り込まれていた。
日本の商用貨物船の将来は、これまでないほどに構造距離の延長化、大型化および高速性が要求されると見込まれており、ソビエト連邦とアメリカが推進機関に原子力を搭載した船舶“レーニン号”と“サバンナ号”を就航させたことも刺激となって、原子力が推進力として注目される状況となっていた。1963年8月、特殊法人として日本原子力船開発事業団が発足し、建造計画が始まる。当初の計画は南洋観測船で予算は36億円として入札を行ったが、国内メーカーは、構造の特殊性に金額が見合わないとして敬遠されたため、計画を変更し、収益性にも配慮して、船種を「ウラン燃料も輸送可能な特殊貨物船」とし、船体を29億円で石川島播磨重工に、原子炉を27億円で三菱重工業・神戸造船所に決定。建造は順調に進み、定系港は青森県のむつ市に決定し、船名は市にちなんで原子力船むつと命名されて、1969年6月に（原子炉を起動しない状態で）進水式が行われた。
「新・長期計画」が発表されると、アメリカのゼネラル・エレクトリック（GE社）から、魅力的な価格の軽水炉と「ターンキー契約」が日本に提示された。ターンキー契約とは、最初に固定された売却金額が提示されて、その金額で建造と臨界までをGEが請負い、その後事業者はマニュアルに従って運用するだけでいいという契約方式であった。原子力委員会も61年2月の時点で、日本の第二号の商用原子発電は軽水炉がふさわしいと考えていたことから、契約が相次いだ。原電は第二号炉として、1961年に福井県敦賀市を選んで、建造は東芝・日立・GEのグループが請け負う契約を結んだ。敦賀発電所は70年3月から営業運転に入った。第一号のコールダーホール改良型よりも、コスト的には単位出力あたり2.7倍優位だったとされている。関西電力は1966年4月福井県美浜町に三菱重工とウエスチング・ハウス(WH)社のグループの加圧水型軽水炉(PWR)が、東京電力は1966年5月、福島県大熊町に東芝・日立・GE社のグループの沸騰水型軽水炉(BWR)がそれぞれ採用、「ターンキー契約」方式で建設され、東京電力のように試行錯誤の中で運転開始に漕ぎ着けた。

#### 石油依存社会への警戒と多発するトラブル
1972年当時、日本の原子力発電所の状況は、5基182万3000kW、全体の発電量の3%以下であったが、まだまだ小規模な運転停止が多く、渇水による水力発電の発電量の低下と、火力発電所から発生する光化学スモッグが社会的問題となっていた。また長引く中東戦争の影響で、原油価格も不安定であった。
日本の安定的なエネルギー確保を目的として、燃料確保からエネルギー効率の向上まで、日本のエネルギー政策を一元化するために1973年7月、通商産業省の鉱山石炭局と公益事業局が協力して、資源エネルギー庁が誕生する。
1973年11月、第四次中東戦争が勃発して、アラブ石油輸出国機構（OPEC）が原油価格を70%も引き上げたことから、日本にも深刻なオイルショックが到来し、国際的にも国内的にも代替エネルギーとして、原子力発電の重要性が高まった。日本の政策として原子力発電所が優先されたために、1975年には原子力の発電量は10基530万kWに拡大し、日本は（ソ連を除いて）アメリカ、イギリスに次ぐ、世界3番目の原発大国に成長した。
しかし建造した原子炉は、沸騰水型軽水炉では冷却水が流れるステンレス配管の金属疲労による亀裂、加圧水型軽水炉では蒸気発生器伝熱管の損傷によるタービン側への放射能漏れを中心とした、小規模な事故やトラブルで頻繁に停止したため、稼働率は40%に留まった。
さらに1968年5月、アメリカ海軍の原子力潜水艦「シーソードフィッシュ号」が、停泊中の佐世保港で高い放射能が検出されて全国的に報道され、原子力潜水艦の放射能漏れではないかと疑われたが、調査委員会は原因を不明と結論する佐世保異常放射能事件も発生した。最初は歓迎されていた原子炉の安全性が疑われはじめ、原発反対の住民運動が起こり、候補地の変更を余儀なくされることもあった。
1970年代には、反対運動がますます強まり、原発の反対運動による計画の遅れが課題となった。原子力船「むつ」も当初の定係港候補だった横浜港を抱える神奈川県横浜市が受け入れを拒否したため、青森県むつ市に変更された上、むつ市でも漁業補償問題がこじれて、地元漁業協同組合の反対を受けることとなった。
電力需要の上昇と、オイルショックによる原油の高騰および原発立地の問題を解決するために、日本国政府は1974年2月に、発電量に応じて発電事業者に課税し、発電所を受け入れた自治体への地方交付金とする、電源三法（電源開発促進税法、電源開発促進対策特別会計法、発電用施設周辺地域整備法）の法案を提出し、同6月に国会で可決・成立させた。
原子力発電の交付金は、火力・水力より2倍以上の交付金が支給されるため、電源三法は原発立地促進の目的だったとされている（田中角栄内閣による日本列島改造論も参照）。ただし、結果的には新候補地確保よりも、既存地における地元自治体への迷惑料として機能したとされている。
電源三法が成立した直後の1974年9月、原子力船むつは漁民による海上封鎖の隙をつく形で出港し、出力実験中に放射能漏れ事故を起したまま母港から拒絶されて漂流する事態が発生した。この事故は全国的に報道され、状況は複雑なものとなった。相次ぐ原発反対運動に対抗し、電気事業連合会は頻繁に原発の安全性をアピールする有識者による広告を新聞掲載し、マスコミも反対運動の記事化を控える傾向にあった。
1976年、科学技術庁に原子力安全委員会が設置されたが、アメリカ合衆国原子力規制委員会のような強力な権限も持たず、またその規模も小さなものであった。

#### 技術導入から改良標準化計画へ
それまでの日本の軽水炉はもっぱらハード面での国産化を確立することに努力が注がれ、それなりに成果を挙げてもいた。例えば、新しい型式のプラントを導入する際、初号機の国産化率は50%台であったが、後続の同じタイプの炉だと80% - 90%台となる傾向が見られ、これは材料、制作、据付については世界の中で相対的に高いレベルを獲得したものと評価されていたが、設計、保守面では海外依存はまだ大きかった。
第一次オイルショックの直前にエネルギー安全保障の観点から設立されて間もなかった資源エネルギー庁でも技術水準の向上については意識しており、1974年度初頭には既に導入した軽水炉の問題点の抽出と対策についての基本構想が『電力新報』で述べられている。例えば、当時の問題意識としては軽水炉でのトラブルにより設備利用率が低迷したが、この背景には初期の原子力開発の方針が影響していた。つまり、国内メーカーの開発費はもっぱら高速増殖炉や高温ガス炉など、当時から短期間では実用の見込みがなく、「軽水炉の次に来る炉」から自主的に開発することに注がれ、既存の軽水炉についてはキャッチアップの方針の下海外メーカーの下請けとしての能力を伸ばすことに力が入っていた。ここで言う下請けとは「ノックダウン方式による製作技術の開発につとめてきたビヘイビア」を意味し、日系メーカー自らの問題意識を持って取り組む姿勢が発注元の電力会社の意向もあり摘み取られがちであったことを意味する。ただし、これには異論もあり、日本側で自主的な動きが一切見られなかったわけではない。
改良標準化については最初は「炉形式と出力規模をいくつかのクラスに分けて、大きな設計様式は変えることなく標準化し生産の品質管理や合理化を図る」ことに力点を置き、徐々に新形式の軽水炉設計にスライドしていく方向で計画が立てられた。また、日本で多数導入された軽水炉としては上述してきた経緯により大きくBWRとPWRに分かれるが、両形式において計画が実施された。計画実施の目的には名称に「標準化」と入っている通り、設計のモジュール化の他、改良成果を電力会社の垣根を越えて反映する意図もあった。ただし、森山義範のように「改良」と「標準化」という一見相反する目標を追求したと言う指摘もある。
また、耐震性や安全性の向上、着工してからの建設工期の短縮についても目標に掲げられている。計画には通産省、資源エネルギー庁の他、国内メーカー、電力会社が参加した。組織的には1975年、通産省内に発足した2つの委員会「原子力発電設備改良標準化調査委員会」「原子力発電機器標準化調査委員会」を始祖とする。
一方で、蒸気タービン、発電機関係技術については火力発電からの延長で発達した技術であり、当時の資源エネルギー庁長官、山本幸助は「問題は少ない分野」とコメントを残している。このように、「トラブルが起こっていない部分についてはそのままとし、トラブルが生じている部分や運転保守上不具合な部分について技術開発を進める」方針とした。逆に、発注者である電力会社は各社の好みを強く押すことを止め、要求仕様を共通化することが求められた。

#### 第一次改良標準化
1975年度から1977年度にかけて実施された。次の3大目標が設定された。
- 信頼性・稼働率の向上（一例として設備利用率目標70%）
- 定期検査期間の短縮
- 放射線被曝の低減

この改良標準化の成果はBWRでは浜岡原子力発電所3号機、PWRでは敦賀原子力発電所2号機などで反映されている。この標準化によりGE社が設計したMarkI原子炉格納容器も見直され、被曝量低減、作業性確保を目的として従来のフラスコ型から卵型に拡張されたMarkI改良標準型が開発された。

#### 第二次改良標準化
1978年度から1980年度に実施された。設備利用率目標は75%である。この改良標準化の成果はBWRでは柏崎刈羽原子力発電所2～5号機、PWRでは敦賀原子力発電所2号機などで反映されている。この標準化により、GEが設計したMarkII原子炉格納容器も見直され、被曝量低減、作業性確保等を目的として、MarkII改良標準型が開発され、福島第二原子力発電所2号機より採用された。その他の成果として、供用期間中検査(ISI)での自動超音波探傷検査装置を実用化し、負荷変動に適応した燃料の開発が挙げられている。

#### 米国の政策転換
日本政府は原子力の開発に着手して以来、積極的に核不拡散に協力するため、国際原子力機関に発足当初から加盟し保障措置と査察を受け入れてきた。しかし1974年インドが核実験を成功させた。1977年に成立したアメリカのカーター政権は、核兵器原料の徹底管理を日本にも求めてきた。日本政府は、アメリカの新たな不拡散措置政策には協力の姿勢を見せ、核拡散の恐れのある国に対して原子力技術を供与しないことを柱としたロンドンガイドラインについても、アメリカと一体となって整備した。一方で、核拡散防止条約の批准に際しては、国内産業界より民生利用にも支障が生じる旨の批判が噴出し、自民党内には核武装への阻害要因として懸念する向きもあったため、署名は1970年になされたものの、批准は1976年までずれこんだ。
また、カーター政権は不拡散措置の一環として1977年4月、自国内の再処理を無期延期を決定し、1974年10月に完成し試験中であった東海村の再処理工場についても日米原子力協定第8条C項を根拠に、そのホット試験の中止を求めてきた。日本政府は1977年中に米政府と交渉を行い、プルトニウムを単体抽出しない混合抽出法を採用することによって操業再開の合意を取り付けた。カーター政権はその後も2年半にわたり国際核燃料サイクル評価を実施したが、事実上西側原子力先進国の再処理を追認する結果となった。

### 1980 - 1990年代

#### スリーマイル島原子力発電所事故による影響
1979年3月28日に発生した、アメリカ合衆国のスリーマイル島原子力発電所事故は、日本の原発建設推進政策を動揺させ、国内では原子力発電に対する議論が活発化した。事故の僅か2日後に、原子力安全委員会は「日本の原子力発電所ではこのような事故は起こりえない」と『原子力発電所の安全神話』声明を出したが、その拙速さを批判されて、結局日本の加圧水型原子炉について安全点検を実施し、追加調査、改良標準化計画へのフィードバックなどに繋がっていった。
この事故は、係争中であった伊方原発訴訟での四国電力・日本国政府に不利になると予想されたが、高松高等裁判所・最高裁判所ともに原告の請求は棄却された。しかし、吉岡斉のように、反対運動の隆盛が新規立地点の増加を抑制させることに貢献したと評価する向きもある。

#### 第三次改良標準化
1981年度から1985年度にかけて実施された。第一次、第二次改良標準化プラントをベースとしつつ、プラントの全面的な設計見直しが実施され、日本型軽水炉の確立が目標とされた。この時の目標も既に1974年には提示がなされていた。例えばBWRにおいては当時、西ドイツAEG社では再循環ポンプを廃止し原子炉圧力容器内にインターナルポンプを設置したBrunsbüttel原子力発電所を建設中であり、格納容器のプレストレスコンクリート化についても研究が進められていたが、日系メーカーでその段階まで着手出来ているメーカーはなかった。
第三次改良標準化の最も顕著な成果は改良型沸騰水型軽水炉(ABWR)と改良型加圧水型軽水炉(APWR)の基本設計を完了したことにある。これらの新型プラントにおいては各種指標で従来より進歩が見られたが、例えば放射性廃棄物については当時の軽水炉での発生量ドラム缶1600本/年を100本/年に抑制し、また、当初から機能面でも負荷追従運転やAFC（自動周波数制御）運転を前提として建設された。なお、ABWRの主契約者は日立、東芝の他GEが加わり、国際色を帯びた開発体制でもあった。

#### 多度津工学試験所の開所
また、当時から議論の対象となっていたプラントの耐震性についても実物を用いて実証するため、財団法人原子力試験工学センターが1976年に設立され、1982年には香川県に多度津工学試験所を開所、各種原子炉機器、構造物の振動試験が開始された。振動試験の成果は改良標準化プラントの設計の問題点を洗い出し、更なる反映を図ることにも意図された。

#### 改良標準化の影響
日本原子力産業会議や日本原子力学会のように、改良標準化計画を軽水炉の発展に必要不可欠なものとして肯定的に評価する向きがある。これらの根拠には、改良標準化計画が当初の目標をほぼ達成し、それまでよりも高い安全性、低い被曝量、高い稼働率を与えたことがある。実際、1970年代に全国平均で40% - 60%に過ぎなかったプラントの設備利用率は1980年代から2000年代初頭にかけては70% - 80%の高率に達した。
これらの成果を材料に、原子力推進側は原子力撤廃運動に対して反論をする素地を作った。問題点としては、中瀬により2点が指摘されている。
1. 計画の達成した成果に溺れたこと
2. 日本の原子力産業において、改良標準化の成果を否定できない空気が生まれたこと

1点目について、改良標準化計画が終了した後、原子炉機材向けの研究投資が鈍化し核燃料サイクル向け投資が増加したことが挙げられている。このことは1999年代末以降に軽水炉で発生した新たなトラブルに対して、十分な準備がなかったことを浮き彫りにした。
2点目として、設備利用率の目標が計画で「達成」されたため、以降その成果を否定できない空気が生まれ、一方で電力自由化への対応準備など1990年代以降に登場してきた課題に対して定期検査期間の更なる短縮を進めた結果、東京電力原発トラブル隠し事件が発生する背景ともなったと考えられている。
改良標準化計画については全体として下記サイトも参考とした。
4･2 改良標準化 「エネルギー問題に発言する会」座談会記録 『高経年化とは何か?』2002年6月13日、8月21日

#### 耐震設計の指針化
地震研究の進展も相まって、耐震設計についても国の指針として制定するように準備が進められた。多少前後するが、日本での原子力発電所の耐震設計は東海発電所建設に備え原子力委員会に地震対策小委員会が組織されたことをその嚆矢とし、プラント設備を重要性に応じて数段階に区分すること、「静的震度法による設計において建築基準法の3倍の地震力に耐える」ことなどが取り決められた。これらは、その後の設計指針でも根幹を成している。1960年代に入ると静的震度法による設計のほか、模擬地震波を入力して構造物の解析に役立てる動的震度法についての導入が研究されるようになった。また、プラントを岩盤の上に直接設置する岩着の思想も定着した。1965年には「発電用原子力設備に関する技術指針」が制定され、翌1966年には原子力発電所安全基準委員会により「原子力発電所耐震設計に関する調査報告」が纏められ、1978年には「発電用原子炉に関する耐震設計審査指針」が纏められ、この指針にて設計されていなかった初期のプラントについてもバックチェックが実施された。次いで1981年、原子力委員会は「発電用原子炉施設に関する耐震設計審査指針」を策定した。しかしながらこの指針で審査された柏崎刈羽原子力発電所では当初から活断層を過小評価しているのではないかという指摘がなされており、20年以上後の新潟県中越沖地震において指針で想定したものより大きな活断層が震源となったため、大きく批判された。

### 2010年代

#### 福島第一原発事故
2011年3月11日に発生した、東北地方太平洋沖地震の影響で、福島第一原子力発電所が太平洋からの津波に襲われて、全電源喪失から炉心溶融と水素爆発を伴うレベル7となる深刻な事故に発展した。これは日本最大の原子力事故（福島第一原子力発電所事故）となった。日本国政府は同日、初の原子力緊急事態宣言を発令して、発電所から半径20キロメートルに避難指示を出すなど、事態の収拾に追われた。この事故は放射性物質（放射性ヨウ素や放射性セシウムなど）の閉じ込めに失敗して、汚染は東京都を含む東日本に、経済的ダメージを与える結果となった。
世界的にも、日本の原子力発電の技術的弱点が露呈し、IAEAにも『自然災害に対する想定が甘い』と批判される格好となった。30年以上も前に、アメリカ合衆国議会公聴会でGEの元社員により、その安全性の脆弱さを指摘されていたMark1型原子炉は、耐用年数を20年も超えた形で、メルトダウンで廃炉という結果に終わった。

東京電力および東北電力管内の発電所は、東日本大震災及びその津波の影響で、原子力・火力・水力の発電所の多くを被災し、電力供給量を賄えなくなる危険を生じたため、同年7月1日より、東京電力及び東北電力管内において、日本国政府は37年ぶりとなる、電気事業法27条に基づく電力使用制限令を発令した。
菅直人内閣総理大臣は海江田万里経済産業大臣を通じて、中部電力に対して、東海地震の発生予想率を根拠に、静岡県の浜岡原発の運転を、安全対策が立てられるまで、全て停止するように求め、5月9日、中部電力は政府の要請に従って、浜岡原発を停止させた（中部電力は7月、1000億円を計上して、津波対策として高さ18メートルの防潮堤の設置、標高25メートルの高台にガスタービン発電機の設置のほか、防水構造扉の二重化や水密閉扉への取り換えを決定した）。
比較的早い段階で各電力会社は、外部電源の多重化、電源車の充実、水素爆発を防ぐための空気穴の設置、防水構造扉の二重化や水密閉扉への取り換えなどの対策を行った。しかし日本にも原子力発電の安全性を問う世論が広がったことから、原子力発電所が立地している知事がみな、日本国政府の対応を待つとして、定期検査後の再稼働の承認をしぶった結果、東京電力管内、関西電力管内で、電力供給不足による停電のリスクが広がった。
2012年2月15日、福島第一原発事故に関する国会の事故調査委員会（東京電力福島原子力発電所事故調査委員会）の事情聴取の冒頭で、原子力安全委員会の班目春樹委員長は、「一番低い安全基準を電力会社が提案すると、何となくそれを規制当局としては、飲んでしまう。今度は、それが出されると、国がお墨付きを与えているんだから、安全ですよといって安全性を向上させる努力を事業者は、やらなくなってしまう」悪循環の構造であったと証言し、「本来、安全確保の一義的責任を持つ電力会社は、国がどういう基準を示そうと、その基準をはるかに超える安全性を目指さなきゃいけないんです。それなのに、しないで済む理由として、安全委員会が作ってるような安全審査指針類が使われてるとしたら大変心外であり、今後はあってはならないことだ」と述べた。
日本の原子力政策にかかわる官僚は、安全対策を強化するよりも「『やらなくてもいい』という理由付けばかりに時間を費やしてしまう」体質があると述べ、そのために諸外国に比べて日本の原子力発電の安全対策は安易であると組織の自己批判を証言し、安全審査指針の瑕疵を認めた。
さらに、事故当時の原発対策本部の事務局長であった、寺坂信昭は、担当の官僚たちは「情報を適切に評価・点検できなかった」と証言が行われた。

#### 全原発の停止から再稼働へ
2012年4月1日に発足する予定であった原子力規制庁の設置が同年の9月19日まで遅れたため、事故後1年経過しても原発の再稼動問題は解決を見ない状態が続き、2012年5月5日に日本において42年ぶりに全ての原発が発電を停止した。
内閣総理大臣官邸は経済産業省と協議して、今後の原子力政策の説明責任の一環として、全国の原子炉に対して、IAEAのリスク評価方法を参考にした、2次にわたるストレステストの実施を決定し、有事の際保障問題をどう解決するかという、原子力損害賠償支援機構法案を同7月の国会に提出した。法案は2011年8月3日参議院本会議で成立し、同年9月12日に認可法人として原子力損害賠償・廃炉等支援機構が発足した。
日本の原子力政策が安全神話に陥ってしまった責任について、2013年2月12日の国会の質疑で、内閣総理大臣安倍晋三は、自民党がほとんどの期間、国の原子力政策に携わってきた政策与党であった以上、原発を推進した責任は免れないと答弁し、謝罪の意を示した。
2012年9月19日に経済産業省管轄の原子力安全・保安院は、監督機能を果たせなかった責任を謝罪したのちに廃止され、同日環境省の外局として原子力規制委員会が発足することになった。

## 日本の原子力政策の略歴

### 1950年代
1954年5月11日の閣議によって
1. わが国将来のエネルギー供給その他のために原子力の平和的な利用を行うものとする。
2. 前項の目的に資するため,小型実験用原子炉を築造することを目標として,これに関連する調査研究および技術の確立等を行うものとする。

との方針が定められる。
翌1955年12月19日、原子力の研究、開発、平和利用および将来のエネルギー源の確保などを目的として、原子力基本法が制定。1956年1月1日、総理府原子力委員会が設置された。(総理府は2001年の中央省庁再編により内閣府となる)
当時は軍事的な意味もあって世界的に「プルトニウムの増殖」が期待されていた。アメリカでは1951年に原子力発電が開始されている。
- 1955年 - 人形峠でウラン鉱床が発見される。
- 1956年 - 国産のウラン燃料生産を目的として特殊法人原子燃料公社発足
- 1956年 - 国産原子炉の開発を目的として特殊法人日本原子力研究所発足
- 1957年 - 日本における商用原子炉の開発・運営を目的として、九電力会社および、政府電源開発の出資で、特殊法人日本原子力発電が発足

### 1960年代
- 1961年 -（アメリカの高速増殖炉、エンリコ・フェルミ炉が建設開始[66]。）
- 1963年 - 原子力船むつの建造が決定。
- 1967年 - 動力炉・核燃料開発事業団設立。

### 1970年代
- 1970年 - 高速増殖炉の実験炉として常陽設置許可。
- 1974年 - むつの出力上昇試験中、放射線もれが発生。1991年に原子炉の合格証を得、翌年に役目を終えている。
- 1977年 - 常陽 MK-I炉心 初臨界。
- 1968年 - 高速増殖炉もんじゅの設計開始。
- 1979年 - （アメリカ:スリーマイル島原子力発電所事故が発生。）

### 1980年代
- 1982年 - 常陽 MK-II炉心 初臨界。
- 1986年 - （ロシア:チェルノブイリ原子力発電所事故が発生。スリーマイル、チェルノブイリを経て世界の趨勢は脱原発志向へと傾き、ウラン余剰、価格は1/10にまで低下した[66]。）

### 1990年代
- 1995年 - 高速増殖炉もんじゅ、ナトリウム漏洩事故発生。
- 1998年 - 動力炉・核燃料開発事業団を改組し、核燃料サイクル開発機構設立。
- 1999年 - 東海村JCO臨界事故が発生。

### 2000年代
- 2003年 - 常陽 MK-III炉心 初臨界。
- 2005年 - 日本原子力研究所と核燃料サイクル開発機構を統合し、日本原子力研究開発機構設立。

### 2010年代
- 2011年3月11日 - 東京電力福島第一原子力発電所の1号炉〜4号炉が電源喪失状態となり、レベル7に相当する大規模な放射能もれ事故を起こす。この事故は日本と世界中に、原子力発電政策に影響を与えるものとなった。
- 2012年7月31日 - 日本国政府の原子力損害賠償支援機構は、福島第一原子力発電所の事故を起こした東京電力に1兆円を出資することで、国有化を実行[67]。
- 2012年9月19日 - 原子力安全・保安院および原子力安全委員会が解体され、原子力規制委員会が発足。